# گزنده‌دار براق
گزنده‌دار براق (نام علمی: Dendrocnide photinophylla) نام یک گونه از سرده گزنده‌دار است.